# Oldenlandia densa
Oldenlandia densa är en måreväxtart som beskrevs av Ined.. Oldenlandia densa ingår i släktet Oldenlandia och familjen måreväxter.
Artens utbredningsområde är Zambia. Inga underarter finns listade i Catalogue of Life.